# Cobertura (telecomunicaciones)
En telecomunicaciones, el término cobertura se refiere al área geográfica en la que se dispone de un servicio. Suele aplicarse a comunicaciones radioeléctricas, pero también puede emplearse en servicios de cable. Las estaciones transmisoras y las compañías de telecomunicaciones generan mapas de cobertura que le indican a sus usuarios el área en la que ofrecen sus servicios.
La cobertura referida a servicios de telefonía móvil suele dividirse en exterior o interior y de voz o de datos (Internet móvil).

## Uso en sistemas satelitales

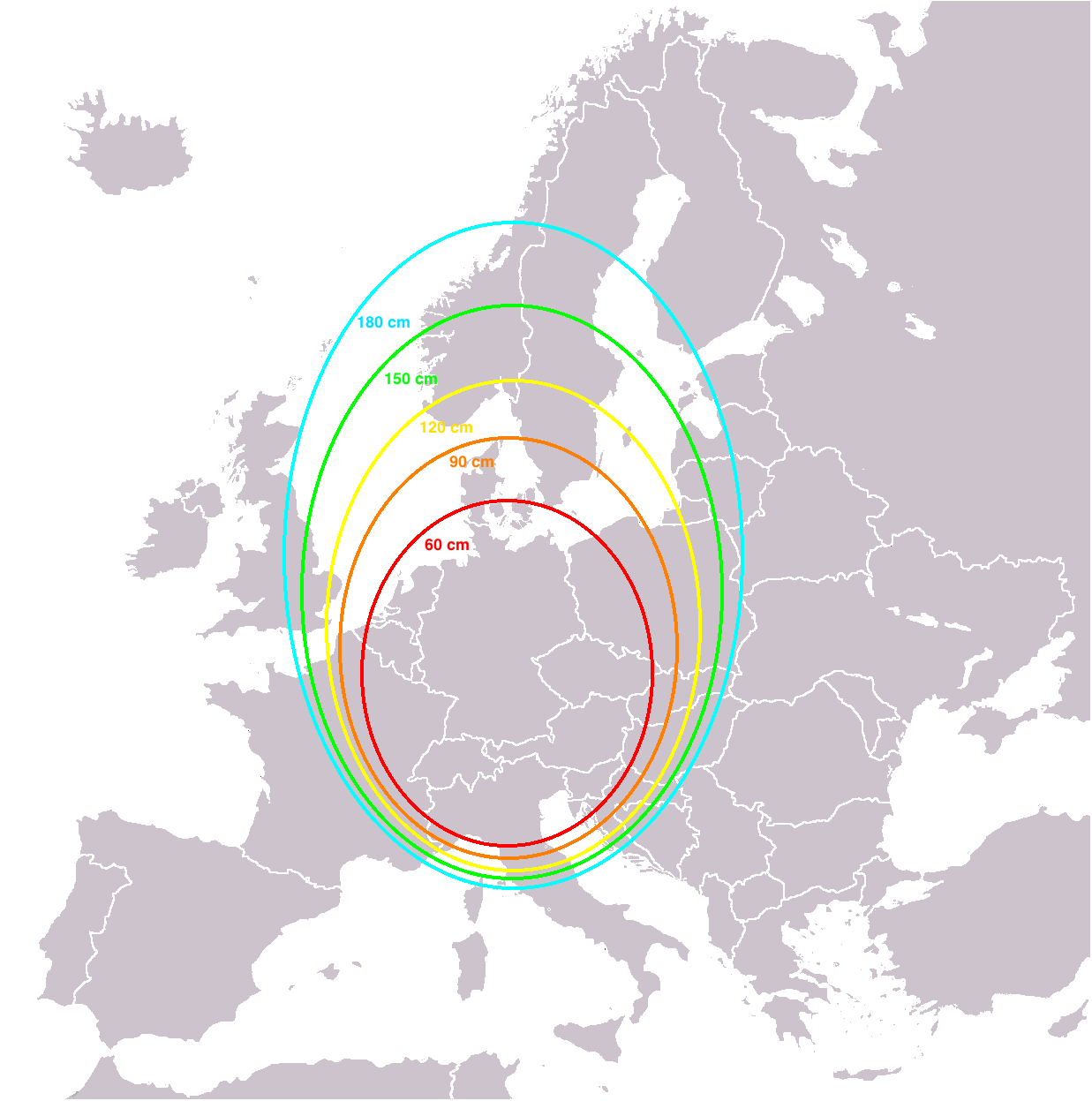
Un ejemplo de una huella elíptica con área de recepción en Alemania, Austria y Suiza. Se indica en el borde de las elipses el diámetro necesario de las antenas.

La cobertura dada por un satélite se suele denominar huella satelital, corresponde al área en tierra que cubren sus transpondedores, y determina el diámetro requerido por las antenas satelitales para que puedan recibir eficientemente la señal de dicho satélite. Pueden existir diferentes mapas para cada transpondedor (o grupo de transpondedores) ya que ellos pueden estar orientados para cubrir diferentes porciones de la tierra.
Los mapas de la huella satelital usualmente muestran el diámetro mínimo estimado de un plato satelital o la potencia de la señal en cada área, medida en dBW.

## Notificador de cobertura
Un notificador de cobertura es un aparato que suena (o vibra) cuando no hay cobertura en cierta zona. Esto es fundamental para servicios críticos como seguridad, emergencias, etc. Cuando el usuario entre de nuevo al área cubierta, el notificador deja de sonar. Este se puede integrar a un teléfono móvil también.

## Absorción por lluvia
La absorción o atenuación por lluvia se refiere a la absorción de una señal RF (de radio frecuencia) por la lluvia o nieve, y prevalece en especial por arriba de los 11 GHz. También se refiere a la degradación de una señal debido a la interferencia electromagnética del borde principal del frente de una tormenta. La atenuación por lluvia o nieve tanto en el enlace de subida como en el de bajada. No necesariamente tiene que estar lloviendo en cierta localidad para que la señal se vea afectada por la atenuación por lluvia, pues dicha señal pudo haber pasado a través de lluvia o nieve a kilómetros de distancia, sobre todo si la antena satélite tiene un ángulo de elevación muy bajo.
Algunos métodos para vencer la absorción por lluvia son la diversidad de sitios, el control de potencia al enlace de subida, la codificación de tasa variable, antenas receptoras de diámetro mayor al requerido para condiciones de tiempo normales y revestimientos super hidrofóbicos contra lluvia, nieve y hielo.